# Битка при Мохач (1526)
Вижте пояснителната страница за други значения на Битка при Мохач.
Битката при Мохач (на унгарски: Mohácsi csata; на турски: Mohaç Muharebesi) е последната битка от Османско-унгарските войни.
Тя се води на 29 август 1526 година край град Мохач в Унгария, като на настъпващите османски войски, водени от султан Сюлейман I, се противопоставя армията на Кралство Унгария с помощта на своите съюзници – Хърватия, Чехия, Свещената Римска империя, Бавария, Папската държава и Полша. Битката завършва с решителна победа на османците, която слага край на средновековната унгарска държава, която след това попада под влиянието на османците и Хабсбургите. 